# Georg Gerstäcker
 Georg Gerstäcker (Nuremberg, Baviera, 3 de juny de 1889 – Nuremberg, 21 de desembre de 1949) va ser un lluitador de lluita grecoromana alemany que va competir a començaments del segle xx.
El 1912 va prendre part en els Jocs Olímpics d'Estocolm, on guanyà la medalla de plata de la categoria del pes ploma de lluita grecoromana.
El 1924 es proclamà Campió d'Europa de lluita grecoromana de pes mosca.